# 奧龍賽島 (外赫布里底群島)
奧龍賽島是蘇格蘭的島嶼，位於北尤伊斯特島附近的大西洋海域，屬於外赫布里底群島的一部分，面積0.85平方公里，最高點海拔高度25米，島上無人居住。
57°39′49″N 7°17′30″W / 57.66361°N 7.29167°W